# ボストン市長
ボストン市長（英語：Mayor of Boston）は、アメリカ合衆国のマサチューセッツ州ボストンの市長であり、1822年5月1日に設けられた。1952年以来市長の任期は4年である。任期制限は無い。市長選挙は超党派で予備選挙を行った後、決選投票を行う。
| 代数 | 氏名                                   | 任期                            | 政党                                 | 注                                       |
| ---- | -------------------------------------- | ------------------------------- | ------------------------------------ | ---------------------------------------- |
| 1    | ジョン・フィリップス                   | 1822年5月1日 - 1823年5月1日     | 連邦党                               |                                          |
| 2    | ジョサイア・クインシー3世              | 1823年5月1日 - 1829年1月5日     | 連邦党                               |                                          |
| 3    | ハリソン・グレイ・オーティス           | 1829年1月5日 - 1832年1月2日     | 連邦党                               |                                          |
| 4    | チャールズ・ウェルズ                   | 1832年1月2日 - 1834年1月6日     | ホイッグ党                           |                                          |
| 5    | セオドア・ライマン                     | 1834年1月6日 - 1836年1月4日     | 民主党と労働者党                     |                                          |
| 6    | サミュエル・アームストロング           | 1836年1月4日 - 1838年1月1日     | ホイッグ党                           |                                          |
| 7    | サミュエル・エリオット                 | 1838年1月1日 - 1840年1月6日     | ホイッグ党                           |                                          |
| 8    | ジョナサン・チャップマン               | 1840年1月6日 - 1843年1月2日     | ホイッグ党                           |                                          |
| 9    | マーティン・コップ                     | 1843年1月2日 - 1845年1月6日     | ホイッグ党                           |                                          |
|      | ウィリアム・パーカー                   | 1845年1月6日 - 1845年2月27日    | ホイッグ党                           |                                          |
| 10   | トーマス・アスピンウォール・デイヴィス | 1845年2月27日 - 1845年11月22日  | ネイティブ・アメリカン党             |                                          |
|      | ベンソン・レヴィット                   | 1845年11月22日 - 1845年12月11日 | ホイッグ党                           |                                          |
| 11   | ジョサイア・クインシー・ジュニア       | 1845年12月11日 - 1849年1月1日   | ホイッグ党                           |                                          |
| 12   | ジョン・P・ビゲロー                    | 1849年1月1日 - 1852年1月5日     | ホイッグ党                           |                                          |
| 13   | ベンジャミン・シーヴァー               | 1852年1月5日 - 1854年1月2日     | ホイッグ党                           |                                          |
| 14   | ジェローム・V・C・スミス               | 1854年1月2日 - 1856年1月7日     | ネイティブ・アメリカン党             |                                          |
| 15   | アレグザンダー・H・ライス              | 1856年1月7日 - 1858年1月4日     | 共和党と市民党                       |                                          |
| 16   | フレデリック・W・リンカーン・ジュニア  | 1858年1月4日 - 1861年1月7日     | 共和党とファニエル・ホール候補       |                                          |
| 17   | ジョーゼフ・ワイトマン                 | 1861年1月7日 - 1863年1月5日     | 民主党                               |                                          |
| 18   | フレデリック・W・リンカーン・ジュニア  | 1863年1月5日 - 1867年1月7日     | 共和党                               |                                          |
| 19   | オーティス・ノークロス                 | 1867年1月7日 - 1868年1月6日     | 共和党：旧「ウェブスター・ホイッグ」 |                                          |
| 20   | ナサニエル・B・シャートレフ            | 1868年1月6日 - 1871年1月2日     | 民主党                               |                                          |
| 21   | ウィリアム・ガストン                   | 1871年1月2日 - 1873年1月6日     | 民主党                               |                                          |
| 22   | ヘンリー・L・ピアース                  | 1873年1月6日 - 1873年11月29日   | 無所属                               |                                          |
|      | レナード・R・カッター                  | 1873年11月29日 - 1874年1月5日   | 民主党                               | ピアースの辞任により市議会が任命した代理 |
| 24   | サミュエル・C・コブ                    | 1874年1月5日 - 1877年1月1日     | 無所属                               |                                          |
| 25   | フレデリック・O・プリンス              | 1877年1月1日 - 1878年1月7日     | 民主党                               |                                          |
| 26   | ヘンリー・L・ピアース                  | 1878年1月7日 - 1879年1月6日     | 共和党                               |                                          |
| 27   | フレデリック・O・プリンス              | 1879年1月6日 - 1882年1月2日     | 民主党                               |                                          |
| 28   | サミュエル・グリーン                   | 1882年1月2日 - 1883年1月1日     | 共和党と市民党                       |                                          |
| 29   | アルバート・パーマー                   | 1883年1月1日 - 1884年1月7日     | 民主党                               |                                          |
| 30   | オーガスタス・マーティン               | 1884年1月7日 - 1885年1月5日     | 共和党と市民党                       |                                          |
| 31   | ヒュー・オブライエン                   | 1885年1月5日 - 1889年1月7日     | 民主党                               |                                          |
| 32   | トーマス・N・ハート                    | 1889年1月7日 - 1890年12月31日   | 共和党                               |                                          |
| 33   | ネイサン・マシューズ・ジュニア         | 1891年1月1日 - 1895年1月7日     | 民主党                               |                                          |
| 34   | エドウィン・アプトン・カーティス       | 1895年1月7日 - 1896年1月6日     | 共和党                               |                                          |
| 35   | ジョサイア・クインシー                 | 1896年1月6日 - 1900年1月1日     | 民主党                               |                                          |
| 36   | トーマス・N・ハート                    | 1900年1月1日 - 1902年1月6日     | 共和党                               |                                          |
| 37   | パトリック・コリンズ                   | 1902年1月6日 - 1905年9月13日    | 民主党                               |                                          |
|      | ダニエル・A・ホウェルトン              | 1905年9月15日 - 1906年1月1日    | 民主党                               | コリンズの死去に伴う代理                 |
| 38   | ジョン・F・フィッツジェラルド          | 1906年1月1日 - 1908年1月6日     | 民主党                               |                                          |
| 39   | ジョージ・A・ヒバート                  | 1908年1月6日 - 1910年2月7日     | 共和党                               |                                          |
| 40   | ジョン・F・フィッツジェラルド          | 1910年2月7日 - 1914年2月2日     | 民主党                               |                                          |
| 41   | ジェームズ・マイケル・カーリー         | 1914年2月2日 - 1918年2月4日     | 民主党                               |                                          |
| 42   | アンドルー・ジェームズ・ピータース     | 1918年2月4日 - 1922年2月6日     | 民主党                               |                                          |
| 43   | ジェームズ・マイケル・カーリー         | 1922年2月6日 - 1926年1月4日     | 民主党                               |                                          |
| 44   | マルコム・ニコルズ                     | 1926年1月4日 - 1930年1月6日     | 共和党                               |                                          |
| 45   | ジェームズ・マイケル・カーリー         | 1930年1月6日 - 1934年1月1日     | 民主党                               |                                          |
| 46   | フレデリック・マンスフィールド         | 1934年1月1日 - 1938年1月3日     | 民主党                               |                                          |
| 47   | モーリス・J・トービン                  | 1938年1月3日 - 1945年1月4日     | 民主党                               |                                          |
|      | ジョン・E・ケリガン                    | 1945年1月4日 - 1946年1月7日     | 民主党                               |                                          |
| 48   | ジェームズ・マイケル・カーリー         | 1946年1月7日 - 1950年1月2日     | 民主党                               |                                          |
|      | ジョン・ハインズ                       | 1947年                          | 民主党                               | カーリーの収監に伴う代理                 |
| 49   | ジョン・ハインズ                       | 1950年1月2日 - 1960年1月4日     | 民主党                               |                                          |
| 50   | ジョン・F・コリンズ                    | 1960年1月4日 - 1968年1月1日     | 民主党                               |                                          |
| 51   | ケヴィン・H・ホワイト                  | 1968年1月1日 - 1984年1月2日     | 民主党                               |                                          |
| 52   | レイモンド・フリン                     | 1984年1月2日 - 1993年7月12日    | 民主党                               |                                          |
| 53   | トーマス・メーニノ                     | 1993年7月12日 - 2014年1月6日    | 民主党                               |                                          |
| 54   | マーティ・ウォルシュ                   | 2014年1月6日 - 2021年3月22日    | 民主党                               |                                          |
| -    | キム・ジェイニー                       | 2021年3月22日 - 2021年11月16日  | 民主党                               | ウォルシュの労働長官就任に伴う           |
| 55   | ミシェル・ウー                         | 2021年11月16日 - （現職）       | 民主党                               |                                          |